# شور کرمی شکل
شور کرمی شکل، شور اسپانیایی (نام علمی: Salsola vermiculata) نام یک گونه از سرده علف شور است.